# Gorgias (general)
Gorgias (/ ɡɔrdʒiəs /) fue un general griego del segundo siglo antes de Cristo, al servicio de Antíoco IV Epífanes (1 Mac 3:38; 2 Mac 8: 9).

## Vida
Después de que las fuerzas de Judas Macabeo derrotaron al ejército seléucida en la batalla de Bet-horón, estaban decididos a enviar una fuerza más fuerte contra él. Según 1 Macabeos iii. 38,, fue el gobernador Lisias, que había sido dejado como regente durante la ausencia de Antíoco en Persia, quien encargó a los generales Nicanor y Gorgias, el envío de un gran ejército a Judea; pero de acuerdo con 2 Macabeos viii. 8, fue Ptolomeo, gobernador de Celesiria y Fenicia, quien los envió. Nicanor parece haber sido el principal comandante, aunque 2 Macabeos viii. 9 describe a Gorgias como "un general y un hombre de experiencia en cosas de la guerra".

## La batalla de Emaús
Griegos y sirios estaban tan seguros de la victoria que se llevaron con ellos una serie de comerciantes, a los que tenían la intención de vender a los prisioneros judíos como esclavos. Acamparon en Emaús; hacia donde fue enviado Gorgías con 5.000 soldados de infantería y 1.000 de caballería para atacar a Judas por la noche (1 Mac 4: 1-24), siendo sus guías Judíos traicioneros. Judas había sido informado de la expedición, y atacó al principal ejército sirio en Emaús. Gorgias, al no encontrar al enemigo en el campo, llegó a la conclusión de que se habían retirado a las montañas, y se fue en busca de ellos. Judas mantuvo sagazmente a sus hombres sin tocar el botín, y los prepara para la inminente batalla con Gorgias. Cuando éste regresó al campamento principal, lo encontró en llamas, y a los judíos listos para la batalla. Los greco-sirios, presa de pánico, huyeron a la tierra de los filisteos, y sólo entonces los judíos tomaron el rico botín (166 aC). La victoria fue aún más sorprendente ya que la fuerza de Judas fue considerablemente menor en número y no habían "armadura ni espadas en sus mentes" (1 Mac 4: 6).
Gorgias no se atrevió a volver a entrar en Judea. Una vez, cuando Judas y de Simón Macabeo llevaron la guerra fuera de ese país, dos generales subordinados, José y Azarías, en violación de las órdenes emprendieron una expedición contra Jamnia, pero fueron brutalmente derrotados por Gorgias (1 Macabeos v. 18, 19, 55- 62), que está designado en "Ant." xii. 8, § 6, "general de las fuerzas de Jamnia." 1 Macabeos no mencionan esta expedición, pero se refiere a otro, y llama a Gorgias "gobernador de Idumea." (Xii 32), que parece ser más correcto que "de Jamnia." Partió con 3.000 soldados de infantería y 400 de caballería, y mató a gran número de Judíos; con lo cual un cierto Dositeo de Tobiene (por lo que la lectura correcta de la traducción en Siria), uno de los que Judas había protegido contra los paganos, se arrojó sobre Gorgias y se apoderaron de su manto, con la intención de hacerlo prisionero; pero un jinete tracio cortó el brazo de Dositeo 'y así salvó a Gorgias. Este último luego se retiró a Marissa (ib versículo 35;. Comp "Ant." Xii 8, § 6..). Después de lo cual se le perdió de vista. 
Más tarde en el año 164 aC se menciona que mantuvo una guarnición en Jamnia, y ganó una batalla sobre las fuerzas de José y Azarías quien, envidiando la gloria de Judas y Jonatán, en desobediencia directa a las órdenes de Judas, atacó a Gorgias y fueron derrotados. Jamnia como se da en Josefo, Ant, XII, viii, 6, es probablemente la correcta lectura de Idumea en 2 Mac 12:32. Los hechos de Gorgias en 2 Macc se registran con cierta confusión. Fue considerado con hostilidad especial por los Judíos. En 2 Macabeos 12:35 se le describe como "el hombre maldito."